# کریستی هاروور
کریستی هاروور (انگلیسی: Kristi Harrower؛ زادهٔ ۴ مارس ۱۹۷۵) بازیکن بسکتبال اهل استرالیا است.
وی در مسابقات کشوری و بین‌المللی در مجموع برندهٔ ۲ مدال طلا، ۳ مدال نقره، ۱ مدال برنز شده‌است.